# Catagramma bassleri
Catagramma bassleri är en fjärilsart som beskrevs av Dillon 1948. Catagramma bassleri ingår i släktet Catagramma och familjen praktfjärilar. Inga underarter finns listade i Catalogue of Life.